# Cantone di Lorquin
Il Cantone di Lorquin era una divisione amministrativa dell'arrondissement di Sarrebourg.
È stato soppresso a seguito della riforma complessiva dei cantoni del 2014, che è entrata in vigore con le elezioni dipartimentali del 2015.
Comprendeva i comuni di:
- Abreschviller
- Aspach
- Fraquelfing
- Hattigny
- Héming
- Hermelange
- Lafrimbolle
- Landange
- Laneuveville-lès-Lorquin
- Lorquin
- Métairies-Saint-Quirin
- Neufmoulins
- Niderhoff
- Nitting
- Saint-Quirin
- Turquestein-Blancrupt
- Vasperviller
- Voyer